# Красавино (Нюксенский район)
Красавино — деревня в Нюксенском районе Вологодской области.
Деревня стоит на берегу Сухоны у впадения Малой Сельменьги.
Входит в состав Нюксенского сельского поселения (с 1 января 2006 года по 8 апреля 2009 года была центром Красавинского сельского поселения), с точки зрения административно-территориального деления — центр Дмитриевского сельсовета.
Расстояние до районного центра Нюксеницы по автодороге — 38 км. Ближайшие населённые пункты — Большая Сельменга, Гора, Малая Сельменга.
По переписи 2002 года население — 119 человек (60 мужчин, 59 женщин). Преобладающая национальность — русские (96 %).